# Liste der Wasserpflanzengesellschaften in Deutschland
Die Liste der Wasserpflanzengesellschaften in Deutschland wurde der Roten Liste gefährdeter Pflanzengesellschaften Deutschlands (Rennwald 2000) entnommen, die alle in Deutschland vorkommenden Pflanzengesellschaften enthält.
Es wurde dabei nur die Pflanzenformation I = Wasserpflanzengesellschaften berücksichtigt.
Diese Formation hat sechs Klassen:
- Wasserlinsen-Gesellschaften – Lemnetea De Bolòs et Masclans 1955
- Armleuchteralgen-Gesellschaften – Charetea fragilis Fukarek ex Krausch 1964
- Seegraswiesen – Zosteretea S. Pignatti 1953
- Laichkraut-Gesellschaften – Potamogetonetea Klika in Klika et Novák 1941
- Wasserschlauch-Moortümpelgesellschaften – Utricularietea Pietsch 1965
- Strandlings-Gesellschaften – Isoëto-Littorelletea Br.-Bl. et Vlieger in Vlieger 1937

Die Liste wurde in diese Klassen unterteilt.
Zu jeder Pflanzengesellschaft ist ein Bild, ihre Ordnung, ihr Verband, ihr synsystematischer Rang, ihr deutscher Name, ihr wissenschaftlicher Name und ihr Gefährdungsgrad (Spalte: G) in jeweils einer Spalte angegeben.
Rang:
- FOR = Formation
- KLA = Klasse
- ORD = Ordnung
- VRB = Verband
- ASS = Assoziation

Gefährdungsgrad:
- 0 = Ausgestorben oder verschollen
- 1 = Vom Aussterben bedroht
- 2 = Stark gefährdet
- 3 = Gefährdet
- G = Gefährdung anzunehmen
- R = Extrem selten
- V = Zurückgehend, Art der Vorwarnliste
- * = derzeit nicht gefährdet
- D = Daten zu Verbreitung und Gefährdung ungenügend[3]

Die Pflanzengesellschaften in dieser Liste sollten nur auf Artikel über die gesamte jeweilige Pflanzengesellschaft verlinkt werden, nicht auf einzelne Vertreter der Pflanzengesellschaft.

## Wasserlinsen-Gesellschaften
| Bild | Ordnung                                      | Verband                                                  | Rang | Deutscher Name                                           | wissenschaftlicher Name                                   | G |
| ---- | -------------------------------------------- | -------------------------------------------------------- | ---- | -------------------------------------------------------- | --------------------------------------------------------- | - |
|      |                                              |                                                          | ASS  | Gesellschaft der Kleinen Wasserlinse                     | Lemna minor-Gesellschaft                                  | * |
|      | Einschichtige Wasserschweber-Gesellschaften  |                                                          | ORD  | Einschichtige Wasserschweber-Gesellschaften              | Lemnetalia minoris De Bolòs et Masclans 1955              |   |
|      | Einschichtige Wasserschweber-Gesellschaften  | Buckellinsen-Gesellschaften                              | VRB  | Buckellinsen-Gesellschaften                              | Lemnion gibbae Tx. et Schwabe-Braun 1974                  |   |
|      | Einschichtige Wasserschweber-Gesellschaften  | Buckellinsen-Gesellschaften                              | ASS  | Buckellinsen-Gesellschaft                                | Lemnetum gibbae (W. Koch 1954) Miyawaki et J. Tx. 1960    | * |
|      | Einschichtige Wasserschweber-Gesellschaften  | Buckellinsen-Gesellschaften                              | ASS  | Teichlinsen-Gesellschaft                                 | Lemno-Spirodeletum polyrhizae W. Koch 1954                | * |
|      | Einschichtige Wasserschweber-Gesellschaften  | Buckellinsen-Gesellschaften                              | ASS  | Gesellschaft der Roten Wasserlinse                       | Lemna turionifera-Gesellschaft                            | * |
|      | Einschichtige Wasserschweber-Gesellschaften  | Buckellinsen-Gesellschaften                              | ASS  | Gesellschaft der Kleinsten Wasserlinse                   | Lemna minuta-Gesellschaft                                 | * |
|      | Einschichtige Wasserschweber-Gesellschaften  | Buckellinsen-Gesellschaften                              | ASS  | Algenfarn-Gesellschaft                                   | Azolla filiculoides-Gesellschaft                          | * |
|      | Einschichtige Wasserschweber-Gesellschaften  | Buckellinsen-Gesellschaften                              | ASS  | Schwimmfarn-Gesellschaft                                 | Spirodelo-Salvinietum natantis Slavnic 1956               | 2 |
|      | Einschichtige Wasserschweber-Gesellschaften  | Buckellinsen-Gesellschaften                              | ASS  | Zwergwasserlinsen-Gesellschaft                           | Wolffietum arrhizae Miyawaki et J. Tx. 1960               | D |
|      | Einschichtige Wasserschweber-Gesellschaften  | Gesellschaften der Untergetauchten Wasserlinse           | VRB  | Gesellschaften der Untergetauchten Wasserlinse           | Riccio-Lemnion trisulcae Tx. et Schwabe-Braun in Tx. 1974 |   |
|      | Einschichtige Wasserschweber-Gesellschaften  | Gesellschaften der Untergetauchten Wasserlinse           | ASS  | Gesellschaft der Untergetauchten Wasserlinse             | Lemnetum trisulcae R. Knapp et Stoffers 1962              | 3 |
|      | Einschichtige Wasserschweber-Gesellschaften  | Gesellschaften der Untergetauchten Wasserlinse           | ASS  | Gesellschaft des Flutenden Sternlebermooses              | Riccietum fluitantis Slavnic 1956                         | 3 |
|      | Einschichtige Wasserschweber-Gesellschaften  | Gesellschaften der Untergetauchten Wasserlinse           | ASS  | Gesellschaft des Schwimmlebermooses                      | Ricciocarpetum natantis Tx. 1974                          | 2 |
|      | Mehrschichtige Wasserschweber-Gesellschaften |                                                          | ORD  | Mehrschichtige Wasserschweber-Gesellschaften             | Hydrocharitetalia Rübel 1933                              |   |
|      | Mehrschichtige Wasserschweber-Gesellschaften | Krebsscheren- und Wasserschlauch-Schweber-Gesellschaften | VRB  | Krebsscheren- und Wasserschlauch-Schweber-Gesellschaften | Hydrocharition Rübel 1933                                 |   |
|      | Mehrschichtige Wasserschweber-Gesellschaften | Krebsscheren- und Wasserschlauch-Schweber-Gesellschaften | ASS  | Froschbiß-Krebsscheren-Gesellschaft                      | Stratiotetum aloidis s. l. Nowinski 1930                  | 3 |
|      | Mehrschichtige Wasserschweber-Gesellschaften | Krebsscheren- und Wasserschlauch-Schweber-Gesellschaften | ASS  | Gesellschaft des Gewöhnlichen Wasserschlauchs            | Lemno-Utricularietum vulgaris Soó 1947                    | 2 |
|      | Mehrschichtige Wasserschweber-Gesellschaften | Krebsscheren- und Wasserschlauch-Schweber-Gesellschaften | ASS  | Gesellschaft des Südlichen Wasserschlauchs               | Utricularietum neglectae Th. Müller et Görs 1960          | 3 |
|      | Mehrschichtige Wasserschweber-Gesellschaften | Krebsscheren- und Wasserschlauch-Schweber-Gesellschaften | ASS  | Wasserfallen-Gesellschaft                                | Aldrovanda vesiculosa-Gesellschaft                        | 1 |

## Armleuchteralgen-Gesellschaften
| Bild | Ordnung                                       | Verband                                                                       | Rang | Deutscher Name                                                                | wissenschaftlicher Name                               | G |
| ---- | --------------------------------------------- | ----------------------------------------------------------------------------- | ---- | ----------------------------------------------------------------------------- | ----------------------------------------------------- | - |
|      | Weichwasser-Glanzleuchteralgen-Gesellschaften |                                                                               | ORD  | Weichwasser-Glanzleuchteralgen-Gesellschaften                                 | Nitelletalia flexilis W. Krause 1969                  |   |
|      | Weichwasser-Glanzleuchteralgen-Gesellschaften | Gesellschaften der Biegsamen Glanzleuchteralge                                | VRB  | Gesellschaften der Biegsamen Glanzleuchteralge                                | Nitellion flexilis (Corillion 1957) Dambska 1966      |   |
|      | Weichwasser-Glanzleuchteralgen-Gesellschaften | Gesellschaften der Biegsamen Glanzleuchteralge                                | ASS  | Gesellschaft der Biegsamen Glanzleuchteralge                                  | Nitelletum flexilis Corillion 1957                    | 3 |
|      | Weichwasser-Glanzleuchteralgen-Gesellschaften | Gesellschaften der Biegsamen Glanzleuchteralge                                | ASS  | Gesellschaft mit Brauns Armleuchteralge                                       | Charetum braunii Corillion 1957                       | 1 |
|      | Weichwasser-Glanzleuchteralgen-Gesellschaften | Gesellschaften der Biegsamen Glanzleuchteralge                                | ASS  | Gesellschaft der Haar-Glanzleuchteralge                                       | Nitelletum capillaris Corillion 1957                  | 1 |
|      | Weichwasser-Glanzleuchteralgen-Gesellschaften | Gesellschaften der Biegsamen Glanzleuchteralge                                | ASS  | Gesellschaft der Zierlichen Glanzleuchteralge                                 | Nitelletum gracilis Corillion 1957                    | 2 |
|      | Weichwasser-Glanzleuchteralgen-Gesellschaften | Gesellschaften der Biegsamen Glanzleuchteralge                                | ASS  | Gesellschaft der Schimmernden Glanzleuchteralge                               | Nitelletum translucentis Corillion 1957               | 2 |
|      | Weichwasser-Glanzleuchteralgen-Gesellschaften | Gesellschaften der Biegsamen Glanzleuchteralge                                | ASS  | Gesellschaft der Feinen Armleuchteralge                                       | Chara delicatula-Gesellschaft                         | 3 |
|      | Weichwasser-Glanzleuchteralgen-Gesellschaften | Gesellschaften mit Verwachsenfrüchtiger oder Schirmförmiger Glanzleuchteralge | VRB  | Gesellschaften mit Verwachsenfrüchtiger oder Schirmförmiger Glanzleuchteralge | Nitellion syncarpo-tenuissimae W. Krause 1969         |   |
|      | Weichwasser-Glanzleuchteralgen-Gesellschaften | Gesellschaften mit Verwachsenfrüchtiger oder Schirmförmiger Glanzleuchteralge | ASS  | Gesellschaft der Dunklen Glanzleuchteralge                                    | Nitelletum opacae s. l. Corillion 1957                | 3 |
|      | Weichwasser-Glanzleuchteralgen-Gesellschaften | Gesellschaften mit Verwachsenfrüchtiger oder Schirmförmiger Glanzleuchteralge | ASS  | Gesellschaft mit Verwachsenfrüchtiger oder Schirmförmiger Glanzleuchteralge   | Nitelletum syncarpo-tenuissimae W. Krause 1969        | 3 |
|      | Hartwasser-Armleuchteralgen-Gesellschaften    |                                                                               | ORD  | Hartwasser-Armleuchteralgen-Gesellschaften                                    | Charetalia hispidae Sauer ex Krausch 1964             |   |
|      | Hartwasser-Armleuchteralgen-Gesellschaften    | Gesellschaften der Zerbrechlichen Armleuchteralge                             | VRB  | Gesellschaften der Zerbrechlichen Armleuchteralge                             | Charion fragilis Krausch 1964                         |   |
|      | Hartwasser-Armleuchteralgen-Gesellschaften    | Gesellschaften der Zerbrechlichen Armleuchteralge                             | ASS  | Gesellschaft der Geknäuelten Armleuchteralge                                  | Charo-Tolypelletum glomeratae Corillion 1957          | 3 |
|      | Hartwasser-Armleuchteralgen-Gesellschaften    | Gesellschaften der Zerbrechlichen Armleuchteralge                             | ASS  | Gesellschaft der Rauhen Armleuchteralge                                       | Charetum asperae Corillion 1957                       | 3 |
|      | Hartwasser-Armleuchteralgen-Gesellschaften    | Gesellschaften der Zerbrechlichen Armleuchteralge                             | ASS  | Gesellschaft der Striemen-Armleuchteralge                                     | Charetum strigosae Melzer 1976                        | 2 |
|      | Hartwasser-Armleuchteralgen-Gesellschaften    | Gesellschaften der Zerbrechlichen Armleuchteralge                             | ASS  | Gesellschaft der Dornigen Armleuchteralge                                     | Magnocharetum hispidae Corillion 1957                 | 3 |
|      | Hartwasser-Armleuchteralgen-Gesellschaften    | Gesellschaften der Zerbrechlichen Armleuchteralge                             | ASS  | Gesellschaft der Kurzstacheligen Armleuchteralge                              | Charetum intermediae Dambska 1966                     | 2 |
|      | Hartwasser-Armleuchteralgen-Gesellschaften    | Gesellschaften der Zerbrechlichen Armleuchteralge                             | ASS  | Gesellschaft der Filzigen Armleuchteralge                                     | Charetum tomentosae Corillion 1957                    | 3 |
|      | Hartwasser-Armleuchteralgen-Gesellschaften    | Gesellschaften der Zerbrechlichen Armleuchteralge                             | ASS  | Gesellschaft der Stumpfen Armleuchteralge                                     | Nitellopsidetum obtusae Sauer ex Dambska 1961         | 3 |
|      | Hartwasser-Armleuchteralgen-Gesellschaften    | Gesellschaften der Zerbrechlichen Armleuchteralge                             | ASS  | Gesellschaft der Zerbrechlichen Armleuchteralge                               | Charetum fragilis Fijalkowski 1960                    | * |
|      | Hartwasser-Armleuchteralgen-Gesellschaften    | Gesellschaften der Zerbrechlichen Armleuchteralge                             | ASS  | Gesellschaft der Faden-Armleuchteralge                                        | Charetum filiformis Jeschke (1959) 1961               | 1 |
|      | Hartwasser-Armleuchteralgen-Gesellschaften    | Gesellschaften der Zerbrechlichen Armleuchteralge                             | ASS  | Gesellschaft der Gegensätzlichen Armleuchteralge                              | Charetum contrariae Corillion 1957                    | V |
|      | Hartwasser-Armleuchteralgen-Gesellschaften    | Gesellschaften der Gewöhnlichen Armleuchteralge                               | VRB  | Gesellschaften der Gewöhnlichen Armleuchteralge                               | Charion vulgaris (W. Krause et Lang 1977) Krause 1981 |   |
|      | Hartwasser-Armleuchteralgen-Gesellschaften    | Gesellschaften der Gewöhnlichen Armleuchteralge                               | ASS  | Gesellschaft der Gewöhnlichen Armleuchteralge                                 | Charetum vulgaris Corillion 1957                      | * |
|      | Hartwasser-Armleuchteralgen-Gesellschaften    | Gesellschaften der Gewöhnlichen Armleuchteralge                               | ASS  | Gesellschaft der Verworrenen Armleuchteralge                                  | Charo-Tolypelletum intricatae Corillion 1957          | 2 |
|      | Hartwasser-Armleuchteralgen-Gesellschaften    | Gesellschaften der Gewöhnlichen Armleuchteralge                               | ASS  | Gesellschaft der Sprossenden Armleuchteralge                                  | Tolypelletum proliferae Guerlesquin 1961              | 1 |
|      | Hartwasser-Armleuchteralgen-Gesellschaften    | Brackwasser-Armleuchteralgen-Gesellschaften                                   | VRB  | Brackwasser-Armleuchteralgen-Gesellschaften                                   | Charion canescentis Krausch 1964                      |   |
|      | Hartwasser-Armleuchteralgen-Gesellschaften    | Brackwasser-Armleuchteralgen-Gesellschaften                                   | ASS  | Gesellschaft der Grauen Armleuchteralge                                       | Charetum canescentis Corillion 1957                   | 2 |

## Seegraswiesen
| Bild | Ordnung        | Verband        | Rang | Deutscher Name                    | wissenschaftlicher Name                      | G |
| ---- | -------------- | -------------- | ---- | --------------------------------- | -------------------------------------------- | - |
|      | Seegras-Wiesen |                | ORD  | Seegras-Wiesen                    | Zosteretalia marinae Beguinot 1941           |   |
|      | Seegras-Wiesen | Seegras-Wiesen | VRB  | Seegras-Wiesen                    | Zosterion marinae Christiansen 1934          |   |
|      | Seegras-Wiesen | Seegras-Wiesen | ASS  | Gesellschaft des Echten Seegrases | Zosteretum marinae Borgesen ex van Goor 1921 | 3 |
|      | Seegras-Wiesen | Seegras-Wiesen | ASS  | Gesellschaft des Zwerg-Seegrases  | Zosteretum noltii Harmsen 1936               | 3 |

## Laichkraut-Gesellschaften
| Bild                                      | Ordnung                   | Verband                        | Rang | Deutscher Name                                       | wissenschaftlicher Name                                                               | G |
| ----------------------------------------- | ------------------------- | ------------------------------ | ---- | ---------------------------------------------------- | ------------------------------------------------------------------------------------- | - |
|                                           | Laichkraut-Gesellschaften |                                | ORD  | Laichkraut-Gesellschaften                            | Potamogetonetalia W. Koch 1926                                                        |   |
|                                           | Laichkraut-Gesellschaften |                                | ASS  | Tannenwedel-Gesellschaft                             | Hippuris vulgaris-Gesellschaft                                                        | 3 |
| Fluthahnenfuß-Gesellschaft, Taubergiessen | Laichkraut-Gesellschaften | Fluthahnenfuß-Gesellschaften   | VRB  | Fluthahnenfuß-Gesellschaften                         | Ranunculion fluitantis Neuhäusl 1959                                                  |   |
|                                           | Laichkraut-Gesellschaften | Fluthahnenfuß-Gesellschaften   | ASS  | Fluthahnenfuß-Gesellschaft                           | Ranunculetum fluitantis (Allorge 1922) W. Koch 1926                                   | 3 |
|                                           | Laichkraut-Gesellschaften | Fluthahnenfuß-Gesellschaften   | ASS  | Hahnenfuß-Berlen-Gesellschaft                        | Ranunculo trichophylli-Sietum erecto-submersi Th. Müller 1962                         | * |
|                                           | Laichkraut-Gesellschaften | Fluthahnenfuß-Gesellschaften   | ASS  | Gesellschaft des Nußfrüchtigen Wassersterns          | Callitrichetum obtusangulae Seibert 1962                                              | * |
|                                           | Laichkraut-Gesellschaften | Fluthahnenfuß-Gesellschaften   | ASS  | Hakenwasserstern-Tausendblatt-Gesellschaft           | Callitricho hamulatae-Myriophylletum alterniflori (Steusloff 1939) Weber-Oldecop 1967 | 3 |
|                                           | Laichkraut-Gesellschaften | Fluthahnenfuß-Gesellschaften   | ASS  | Bachbungen-Teichwasserstern-Gesellschaft             | Veronico beccabungae-Callitrichetum stagnalis Th. Müller 1962                         | * |
|                                           | Laichkraut-Gesellschaften | Fluthahnenfuß-Gesellschaften   | ASS  | Farblaichkraut-Gesellschaft                          | Potamogetonetum colorati Allorge 1922                                                 | 1 |
|                                           | Laichkraut-Gesellschaften | Fluthahnenfuß-Gesellschaften   | ASS  | Fischkraut-Gesellschaft                              | Groenlandietum densae De Bolòs 1957                                                   | 3 |
|                                           | Laichkraut-Gesellschaften | Fluthahnenfuß-Gesellschaften   | ASS  | Igelkolben-Kammlaichkraut-Gesellschaft               | Sparganio emersi-Potamogetonetum pectinati Hilbig et Reichhoff 1971                   | * |
|                                           | Laichkraut-Gesellschaften | Fluthahnenfuß-Gesellschaften   | ASS  | Gesellschaft des Pinselblättrigen Wasser-Hahnenfußes | Callitricho-Ranunculetum penicillati Dethioux et Noirfalise 1985                      | 2 |
|                                           | Laichkraut-Gesellschaften | Fluthahnenfuß-Gesellschaften   | ASS  | Knoten-Laichkraut-Gesellschaft des Fließwassers      | Potamogeton nodosus-Gesellschaft des Fließwassers                                     | 3 |
|                                           | Laichkraut-Gesellschaften | Kammlaichkraut-Gesellschaften  | VRB  | Kammlaichkraut-Gesellschaften                        | Potamogetonion pectinati (W. Koch 1926) Görs 1977                                     |   |
|                                           | Laichkraut-Gesellschaften | Kammlaichkraut-Gesellschaften  | ASS  | Fadenlaichkraut-Gesellschaft                         | Potamogetonetum filiformis W. Koch 1928                                               | 2 |
|                                           | Laichkraut-Gesellschaften | Kammlaichkraut-Gesellschaften  | ASS  | Alpenlaichkraut-Gesellschaft                         | Potamogetonetum alpini Podbielkowski 1967                                             | 3 |
|                                           | Laichkraut-Gesellschaften | Kammlaichkraut-Gesellschaften  | ASS  | Gesellschaft des Mittleren Nixkrautes                | Najadetum intermediae Lang 1973                                                       | 2 |
|                                           | Laichkraut-Gesellschaften | Kammlaichkraut-Gesellschaften  | ASS  | Teichfaden-Gesellschaft                              | Potamogetono-Zannichellietum palustris W. Koch 1926                                   | * |
|                                           | Laichkraut-Gesellschaften | Kammlaichkraut-Gesellschaften  | ASS  | Glanzlaichkraut-Gesellschaft                         | Potamogetonetum lucentis Hueck 1931                                                   | V |
|                                           | Laichkraut-Gesellschaften | Kammlaichkraut-Gesellschaften  | ASS  | Gesellschaft des Meer-Nixkrautes                     | Najadetum marinae Fukarek 1961                                                        | 3 |
|                                           | Laichkraut-Gesellschaften | Kammlaichkraut-Gesellschaften  | ASS  | Haarlaichkraut-Gesellschaft                          | Potamogetonetum trichoidis Freitag et al. 1958                                        | 3 |
|                                           | Laichkraut-Gesellschaften | Kammlaichkraut-Gesellschaften  | ASS  | Langblattlaichkraut-Gesellschaft                     | Potamogetonetum praelongi Sauer 1937                                                  | 2 |
|                                           | Laichkraut-Gesellschaften | Kammlaichkraut-Gesellschaften  | ASS  | Herbstwasserstern-Gesellschaft                       | Callitrichetum hermaphroditicae Looman 1985                                           | 1 |
|                                           | Laichkraut-Gesellschaften | Kammlaichkraut-Gesellschaften  | ASS  | Durchwachsenlaichkraut-Gesellschaft                  | Potamogeton perfoliatus-Gesellschaft                                                  | V |
|                                           | Laichkraut-Gesellschaften | Kammlaichkraut-Gesellschaften  | ASS  | Kammlaichkraut-Gesellschaft                          | Potamogeton pectinatus-Gesellschaft                                                   | * |
|                                           | Laichkraut-Gesellschaften | Kammlaichkraut-Gesellschaften  | ASS  | Stumpfblattlaichkraut-Gesellschaft                   | Potamogeton obtusifolius-Gesellschaft                                                 | 3 |
|                                           | Laichkraut-Gesellschaften | Kammlaichkraut-Gesellschaften  | ASS  | Spitzblattlaichkraut-Gesellschaft                    | Potamogeton acutifolius-Gesellschaft                                                  | 3 |
|                                           | Laichkraut-Gesellschaften | Kammlaichkraut-Gesellschaften  | ASS  | Flachstengellaichkraut-Gesellschaft                  | Potamogeton compressus-Gesellschaft                                                   | 3 |
|                                           | Laichkraut-Gesellschaften | Kammlaichkraut-Gesellschaften  | ASS  | Zarthornblatt-Gesellschaft                           | Ceratophyllum submersum-Gesellschaft                                                  | 2 |
|                                           | Laichkraut-Gesellschaften | Kammlaichkraut-Gesellschaften  | ASS  | Gesellschaft des Stachelspitzigen Laichkrautes       | Potamogeton friesii-Gesellschaft                                                      | V |
|                                           | Laichkraut-Gesellschaften | Kammlaichkraut-Gesellschaften  | ASS  | Rötlichlaichkraut-Gesellschaft                       | Potamogeton rutilus-Gesellschaft                                                      | 1 |
|                                           | Laichkraut-Gesellschaften | Kammlaichkraut-Gesellschaften  | ASS  | Graslaichkraut-Gesellschaft                          | Potamogeton gramineus-Gesellschaft                                                    | 2 |
|                                           | Laichkraut-Gesellschaften | Kammlaichkraut-Gesellschaften  | ASS  | Gesellschaft des Gewöhnlichen Zwerg-Laichkrautes     | Potamogeton pusillus-Gesellschaft                                                     | G |
|                                           | Laichkraut-Gesellschaften | Kammlaichkraut-Gesellschaften  | ASS  | Gesellschaft mit Berchtolds Zwerg-Laichkraut         | Potamogeton berchtoldii-Gesellschaft                                                  | D |
|                                           | Laichkraut-Gesellschaften | Kammlaichkraut-Gesellschaften  | ASS  | Rauhhornblatt-Gesellschaft                           | Ceratophyllum demersum-Gesellschaft                                                   | * |
|                                           | Laichkraut-Gesellschaften | Kammlaichkraut-Gesellschaften  | ASS  | Gesellschaft der Schmalblättrigen Wasserpest         | Elodea nuttallii-Gesellschaft                                                         | * |
|                                           | Laichkraut-Gesellschaften | Kammlaichkraut-Gesellschaften  | ASS  | Schmalblattlaichkraut-Gesellschaft                   | Potamogeton zizii-Gesellschaft                                                        | 2 |
|                                           | Laichkraut-Gesellschaften | Kammlaichkraut-Gesellschaften  | VRB  | Seerosen-Gesellschaften                              | Nymphaeion albae Oberd. 1957                                                          |   |
|                                           | Laichkraut-Gesellschaften | Kammlaichkraut-Gesellschaften  | ASS  | Teichrosen-Gesellschaft                              | Myriophyllo-Nupharetum Koch 1926                                                      | * |
|                                           | Laichkraut-Gesellschaften | Kammlaichkraut-Gesellschaften  | ASS  | Seekannen-Gesellschaft                               | Nymphoidetum peltatae Bellot 1951 nom. mutat. propos.                                 | 3 |
|                                           | Laichkraut-Gesellschaften | Kammlaichkraut-Gesellschaften  | ASS  | Wassernuß-Gesellschaft                               | Trapetum natantis Th. Müller et Görs 1960                                             | 1 |
|                                           | Laichkraut-Gesellschaften | Kammlaichkraut-Gesellschaften  | ASS  | Gesellschaft der Glänzenden Seerose                  | Potamogetono-Nymphaeetum candidae Hejný 1948 nom. invalid.                            | 2 |
|                                           | Laichkraut-Gesellschaften | Kammlaichkraut-Gesellschaften  | ASS  | Gesellschaft der Weißen Seerose                      | Nymphaeetum albae Vollmar 1947 corr. Oberd. in Oberd. et al. 1967 nom. invalid.       | 3 |
|                                           | Laichkraut-Gesellschaften | Kammlaichkraut-Gesellschaften  | ASS  | Gesellschaft der Kleinen Teichrose                   | Nupharetum pumilae Oberd. 1957 ex Th. Müller et Görs 1960                             | 1 |
|                                           | Laichkraut-Gesellschaften | Kammlaichkraut-Gesellschaften  | ASS  | Knoten-Laichkraut-Gesellschaft des Stillwassers      | Potamogeton nodosus-Gesellschaft des Stillwassers                                     | * |
|                                           | Laichkraut-Gesellschaften | Kammlaichkraut-Gesellschaften  | ASS  | Schwimmlaichkraut-Gesellschaft                       | Potamogeton natans-Gesellschaft                                                       | * |
|                                           | Laichkraut-Gesellschaften | Kammlaichkraut-Gesellschaften  | ASS  | Wasserknöterich-Bestände                             | Polygonum amphibium-Bestände                                                          | * |
|                                           | Laichkraut-Gesellschaften | Wasserhahnenfuß-Gesellschaften | VRB  | Wasserhahnenfuß-Gesellschaften                       | Ranunculion aquatilis Passarge 1964                                                   |   |
|                                           | Laichkraut-Gesellschaften | Wasserhahnenfuß-Gesellschaften | ASS  | Gesellschaft des Gewöhnlichen Wasserhahnenfußes      | Ranunculetum aquatilis Sauer 1945                                                     | 3 |
|                                           | Laichkraut-Gesellschaften | Wasserhahnenfuß-Gesellschaften | ASS  | Schildwasserhahnenfuß-Gesellschaft                   | Ranunculetum peltati (Segal 1965) Weber-Oldecop 1969                                  | 3 |
|                                           | Laichkraut-Gesellschaften | Wasserhahnenfuß-Gesellschaften | ASS  | Wasserfeder-Gesellschaft                             | Hottonietum palustris Tx. 1937                                                        | 3 |
|                                           | Laichkraut-Gesellschaften | Wasserhahnenfuß-Gesellschaften | ASS  | Brackwasserhahnenfuß-Gesellschaft                    | Ranunculetum baudotii Hocquette 1927                                                  | V |
|                                           | Laichkraut-Gesellschaften | Wasserhahnenfuß-Gesellschaften | ASS  | Gesellschaft des Efeublättrigen Hahnenfußes          | Ranunculetum hederacei (Tx. et Diémont 1936) Libbert 1940                             | 2 |
|                                           | Laichkraut-Gesellschaften | Wasserhahnenfuß-Gesellschaften | VRB  | Meersalden-Gesellschaften                            | Ruppion maritimae Br.-Bl. 1931                                                        |   |
|                                           | Laichkraut-Gesellschaften | Wasserhahnenfuß-Gesellschaften | ASS  | Meersalden-Gesellschaft                              | Ruppietum maritimae Hocquette 1927                                                    | 2 |
|                                           | Laichkraut-Gesellschaften | Wasserhahnenfuß-Gesellschaften | ASS  | Schraubensalden-Gesellschaft                         | Ruppietum cirrhosae Iversen 1934                                                      | 3 |
|                                           | Laichkraut-Gesellschaften | Wasserhahnenfuß-Gesellschaften | ASS  | Gesellschaft der Kleinen Sumpfbinse                  | Eleocharitetum parvulae (Libbert 1940) Gillner 1960                                   | 1 |
|                                           | Laichkraut-Gesellschaften | Wasserhahnenfuß-Gesellschaften | ASS  | Armleuchteralgen-Salden-Gesellschaft                 | Tolypelletum nidificae Kornas 1959                                                    | 1 |

## Wasserschlauch-Moortümpelgesellschaften
| Bild | Ordnung                                 | Verband                                     | Rang | Deutscher Name                                         | wissenschaftlicher Name                                                              | G |
| ---- | --------------------------------------- | ------------------------------------------- | ---- | ------------------------------------------------------ | ------------------------------------------------------------------------------------ | - |
|      | Wasserschlauch-Moortümpelgesellschaften |                                             | ORD  | Wasserschlauch-Moortümpelgesellschaften                | Utricularietalia intermedio-minoris Pietsch 1965                                     |   |
|      | Wasserschlauch-Moortümpelgesellschaften | Skorpionsmoos-Wasserschlauch-Gesellschaften | VRB  | Skorpionsmoos-Wasserschlauch-Gesellschaften            | Scorpidio-Utricularion minoris Pietsch 1965                                          |   |
|      | Wasserschlauch-Moortümpelgesellschaften | Skorpionsmoos-Wasserschlauch-Gesellschaften | ASS  | Skorpionsmoos-Wasserschlauch-Moorschlenkengesellschaft | Scorpidio-Utricularietum intermediae Ilschner ex Th. Müller et Görs 1960             | 2 |
|      | Wasserschlauch-Moortümpelgesellschaften | Torfmoos-Wasserschlauch-Gesellschaften      | VRB  | Torfmoos-Wasserschlauch-Gesellschaften                 | Sphagno-Utricularion Th. Müller et Görs 1960                                         |   |
|      | Wasserschlauch-Moortümpelgesellschaften | Torfmoos-Wasserschlauch-Gesellschaften      | ASS  | Gesellschaft des Blaßgelben Wasserschlauches           | Utricularietum ochroleucae Pietsch 2000                                              | 2 |
|      | Wasserschlauch-Moortümpelgesellschaften | Torfmoos-Wasserschlauch-Gesellschaften      | ASS  | Gesellschaft des Dunkelgelben Wasserschlauches         | Sphagno-Utricularietum stygiae Oberd. ex Th. Müller et Görs 1960 corr. Rennwald 2000 | 2 |
|      | Wasserschlauch-Moortümpelgesellschaften | Torfmoos-Wasserschlauch-Gesellschaften      | ASS  | Zwergigelkolben-Moorschlenkengesellschaft              | Sparganio minimi-Utricularietum intermedii Tx. 1937                                  | 2 |
|      | Wasserschlauch-Moortümpelgesellschaften | Torfmoos-Wasserschlauch-Gesellschaften      | ASS  | Gesellschaft des Schmalblättrigen Igelkolbens          | Sphagno denticulati-Sparganietum angustifolii Tx. 1937 nom. invers. propos.          | 2 |
|      | Wasserschlauch-Moortümpelgesellschaften | Torfmoos-Wasserschlauch-Gesellschaften      | ASS  | Gesellschaft des Kleinen Wasserschlauches              | Sphagno-Utricularietum minoris Fijalkowski 1960                                      | 3 |

## Strandlings-Gesellschaften
| Bild | Ordnung                                | Verband                             | Rang | Deutscher Name                                   | wissenschaftlicher Name                                        | G |
| ---- | -------------------------------------- | ----------------------------------- | ---- | ------------------------------------------------ | -------------------------------------------------------------- | - |
|      |                                        |                                     | ASS  | Strandlings-Basalgesellschaft                    | Isoëto-Littorelletea-Basalgesellschaft                         | * |
|      | Europäische Strandlings-Gesellschaften |                                     | ORD  | Europäische Strandlings-Gesellschaften           | Littorelletalia W. Koch 1926                                   |   |
|      | Europäische Strandlings-Gesellschaften | Strandschmielen-Gesellschaften      | VRB  | Strandschmielen-Gesellschaften                   | Deschampsion littoralis Oberd. et Dierßen in Dierßen 1975      |   |
|      | Europäische Strandlings-Gesellschaften | Strandschmielen-Gesellschaften      | ASS  | Bodensee-Strandschmielen-Gesellschaft            | Deschampsietum rhenanae Oberd. 1957 ex Th. Müller et Görs 1960 | 1 |
|      | Europäische Strandlings-Gesellschaften | Strandlings-Uferrasengesellschaften | VRB  | Strandlings-Uferrasengesellschaften              | Littorellion uniflorae W. Koch 1926                            |   |
|      | Europäische Strandlings-Gesellschaften | Strandlings-Uferrasengesellschaften | ASS  | Gesellschaft des Stachelsporigen Brachsenkrautes | Isoëtetum echinosporae W. Koch 1926                            | 1 |
|      | Europäische Strandlings-Gesellschaften | Strandlings-Uferrasengesellschaften | ASS  | Brachsenkraut-Lobelien-Gesellschaft              | Isoëto-Lobelietum Tx. 1937                                     | 1 |
|      | Europäische Strandlings-Gesellschaften | Nadelbinsen-Gesellschaften          | VRB  | Nadelbinsen-Gesellschaften                       | Eleocharition acicularis Pietsch 1967                          |   |
|      | Europäische Strandlings-Gesellschaften | Nadelbinsen-Gesellschaften          | ASS  | Nadelbinsen-Strandlings-Rasen                    | Littorello-Eleocharitetum acicularis Jouanne 1925              | 3 |
|      | Europäische Strandlings-Gesellschaften | Nadelbinsen-Gesellschaften          | VRB  | Atlantische Strandlings-Gesellschaften           | Hydrocotylo-Baldellion Tx. et Dierßen in Dierßen 1972          |   |
|      | Europäische Strandlings-Gesellschaften | Nadelbinsen-Gesellschaften          | ASS  | Gesellschaft der Vielstengeligen Sumpfbinse      | Eleocharitetum multicaulis (Allorge 1922) Tx. 1937             | 2 |
|      | Europäische Strandlings-Gesellschaften | Nadelbinsen-Gesellschaften          | ASS  | Pillenfarn-Gesellschaft                          | Pilularietum globuliferae Th. Müller et Görs 1960              | 2 |
|      | Europäische Strandlings-Gesellschaften | Nadelbinsen-Gesellschaften          | ASS  | Salzbungen-Strandlings-Gesellschaft              | Samolo-Littorelletum Westhoff 1943                             | 1 |
|      | Europäische Strandlings-Gesellschaften | Nadelbinsen-Gesellschaften          | ASS  | Gesellschaft der Flutenden Moorbinse             | Scirpetum fluitantis Allorge 1922                              | 2 |
|      | Europäische Strandlings-Gesellschaften | Nadelbinsen-Gesellschaften          | ASS  | Flutsellerie-Sumpfquendel-Gesellschaft           | Apium inundatum-Peplis portula-Gesellschaft                    | 2 |